# Zhang Huan
Zhang Huan (Anyang, 1965) is een Chinese beeldhouwer, installatiekunstenaar en fotograaf.

## Leven en werk
Zhang Huan werd geboren in Anyang in de Chinese provincie Henan. Hij studeerde aan de Henan University in Kaifeng (1988 B.A.) en aansluitend schilderkunst aan de China Central Academy of Fine Arts in Peking (1993 M.A.). Zhang Huan legde zich in zijn werk vooral toe op de, vaak schokkende en zelfs masochistisch genoemde, Performancekunst. In 1998 werd hij uitgenodigd voor de solo-expositie "Inside Out: New Chinese Art" van MoMA PS1 in New York. Hij nam in 1999 deel aan de Biënnale van Venetië in Venetië, in 2002 aan de Whitney Biennial van het Whitney Museum of American Art in New York en de expositie "Rituals" van de Akademie der Künste in Berlijn. Hij toonde in 2004 in het kunstproject Beaufort 04 aan de Belgische kust zijn werk Bell Piece.
Zhang Huan keerde in 2006 terug naar China, waar hij zijn enorme atelier (75.000 m²) vestigde in een voormalige textielfabriek in Xin Zhuang in het zuidoosten van Shanghai. De kunstenaar, die zich bezighoudt met beeldhouw- en installatiekunst, woont afwisselend in Shanghai en New York.

## Enkele werken/projecten
- Pilgrimage: Wind and Water in New York (1998), MoMA PS1
- Family Tree (2000)
- Peace (2001), Beeldenpark van het Centro de Arte Contemporânea Inhotim in Brumadinho
- Rubens (2000/01), Centro de Arte Contemporânea Inhotim
- My New York (2002), Whitney Biennial in New York
- Bell Piece (2004)
- Long Ear Ash Head (2007)
- Fresh Open Buddha Hand (2007)
- Three Heads Six Arms (2008), onder andere in San Francisco en Hongkong
- Ash Head No. 1 (2010), Rijsel